# Бельский, Александр Юрьевич
Александр Юрьевич Бельский (род. 1957) — советский и российский театральный режиссёр.

## Биография
Родился 19 июня 1957 году в посёлке Мурмаши Кольского района Мурманской области.
В 1974—1980 годах учился на физико-механическом факультете Ленинградского политехнического института им. М. И. Калинина. После его окончания, до 1982 года был стажёром-исследователем Института социально-экономических проблем АН СССР. Затем учился в ЛГИТМИК (Ленинградский Государственный институт театра, музыки и кино) на отделении «режиссура драмы», класс профессора Г. А. Товстоногова; в числе преподавателей был А. И. Кацман. В 1986 году проходил преддипломную практику в Ленинградском Государственном Академическом театре комедии им. Н. П. Акимова, с 1987 года — режиссёр этого театра.
В 1992—1993 годах — заместитель директора по культурным связям индивидуального частного предприятия «Бельская и К» в Санкт-Петербурге. С 1993 года был режиссёром Санкт-Петербургского государственного театра «Эксперимент», а с 1995 по 1997 годы — менеджером АОЗТ «Кадо» (Санкт-Петербург).
С 1997 по 2004 год — главный режиссёр Красноярского театра драмы им. А. С. Пушкина. Был также художественным руководителем Общественного фонда творческих программ «Петроград» (1997—1998), возглавлял в Санкт-Петербурге Театральный Центр на Коломенской и Театр Караоке LUCIANNO.
Поставил более 50 спектаклей и более 70 праздничных программ (в России, Канаде, США, Великобритании, Германии, Японии). В их числе: «Калигула» А. Камю, «Горячее сердце» А. Н. Островского, «Макбет» и «Остров герцога Просперо» по В. Шекспиру (Красноярский театр драмы); «Лето и дым» Т. Уильямса и «Комедиант» Дж. Осборна в Академическом театре драмы им. В. Ф. Комиссаржевской (Санкт-Петербург); мюзикл «Шведская спичка» по А. П. Чехову в Курганском театре драмы и др.
С 2004 года состоит в руководящем составе Гильдии режиссёров России.